# Friedrich Seybold
Friedrich Seybold (* 13. Oktober 1829 in Ansbach; † 21. Juli 1888 ebenda) war Buchhändler und Mitglied des Deutschen Reichstags.

## Leben
Seybold besuchte die Latein- und Realschule und machte Privatstudien in Geschichte, Staats- und Volkswirtschaft und Verwaltung.
Er war 25 Jahre Besitzer der Fr. Seyboldschen Verlags- und Sortiments-Buchhandlung in Ansbach und seit 1881 Privatmann in Ansbach.  er machte umfangreiche Reisen und war seit 1860 Mitglied der Ansbacher Gemeinde-Vertretung und seit 1884 zum zweiten Male Erster Vorstand des Gemeinde-Kollegiums. 
Von Mitte Mai 1869 bis zum 12. Mai 1874 war er liberales Mitglied der Bayerischen Kammer der Abgeordneten, aus der er wegen Krankheit austrat. Zwischen Februar 1887 und seinem Tode war er Mitglied des Deutschen Reichstags für den Wahlkreis Mittelfranken 3 Ansbach, Schwabach, Heilsbronn und die Nationalliberale Partei.